# 亨利·屈弗利耶
亨利·屈弗利耶（法語：Henri Cuvelier，1908年6月1日—1937年1月25日），法国前男子水球运动员。他曾代表法国国家队参加1928年夏季奥林匹克运动会水球比赛，获得一枚铜牌。